# Xylaria avellana
Xylaria avellana är en svampart som först beskrevs av Vincenzo de Cesati, och fick sitt nu gällande namn av Philip Michael Dunlop Martin 1976. Xylaria avellana ingår i släktet Xylaria och familjen kolkärnsvampar.   Inga underarter finns listade i Catalogue of Life.